# Bohumil Píšek
Bohumil Píšek (9. září 1940 Vyškov – 1990) byl český fotbalista, který nastupoval jako obránce nebo záložník.

## Fotbalová kariéra
V československé lize hrál za Rudou hvězdu Brno, Spartak ZJŠ Brno a Baník Ostrava. Nastoupil ve 175 ligových utkáních a dal 4 góly. V Poháru UEFA nastoupil ve 20 utkáních a dal 1 gól.

## Ligová bilance
| Ročník                                   | Zápasy | Góly | Minuty | Klub             |
| ---------------------------------------- | ------ | ---- | ------ | ---------------- |
| 1. československá fotbalová liga 1959/60 | 1      | 0    | 17     | Rudá hvězda Brno |
| 1. československá fotbalová liga 1960/61 | 1      | 0    | 45     | Rudá hvězda Brno |
| 1. československá fotbalová liga 1962/63 | 23     | 1    | 1 716  | Spartak ZJŠ Brno |
| 1. československá fotbalová liga 1963/64 | 25     | 0    | 2 134  | Spartak ZJŠ Brno |
| 1. československá fotbalová liga 1964/65 | 26     | 1    | 2 316  | Spartak ZJŠ Brno |
| 1. československá fotbalová liga 1965/66 | 24     | 2    | 2 160  | Spartak ZJŠ Brno |
| 1. československá fotbalová liga 1966/67 | 25     | 0    | 2 250  | Spartak ZJŠ Brno |
| 1. československá fotbalová liga 1967/68 | 12     | 0    | 1 025  | Baník Ostrava    |
| 1. československá fotbalová liga 1968/69 | 11     | 0    | 810    | Baník Ostrava    |
| 1. československá fotbalová liga 1969/70 | 23     | 0    | 1 939  | Baník Ostrava    |
| 1. československá fotbalová liga 1970/71 | 4      | 0    | 294    | Baník Ostrava    |
| CELKEM I. LIGA                           | 175    | 4    | 14 706 |                  |